# 山下公園

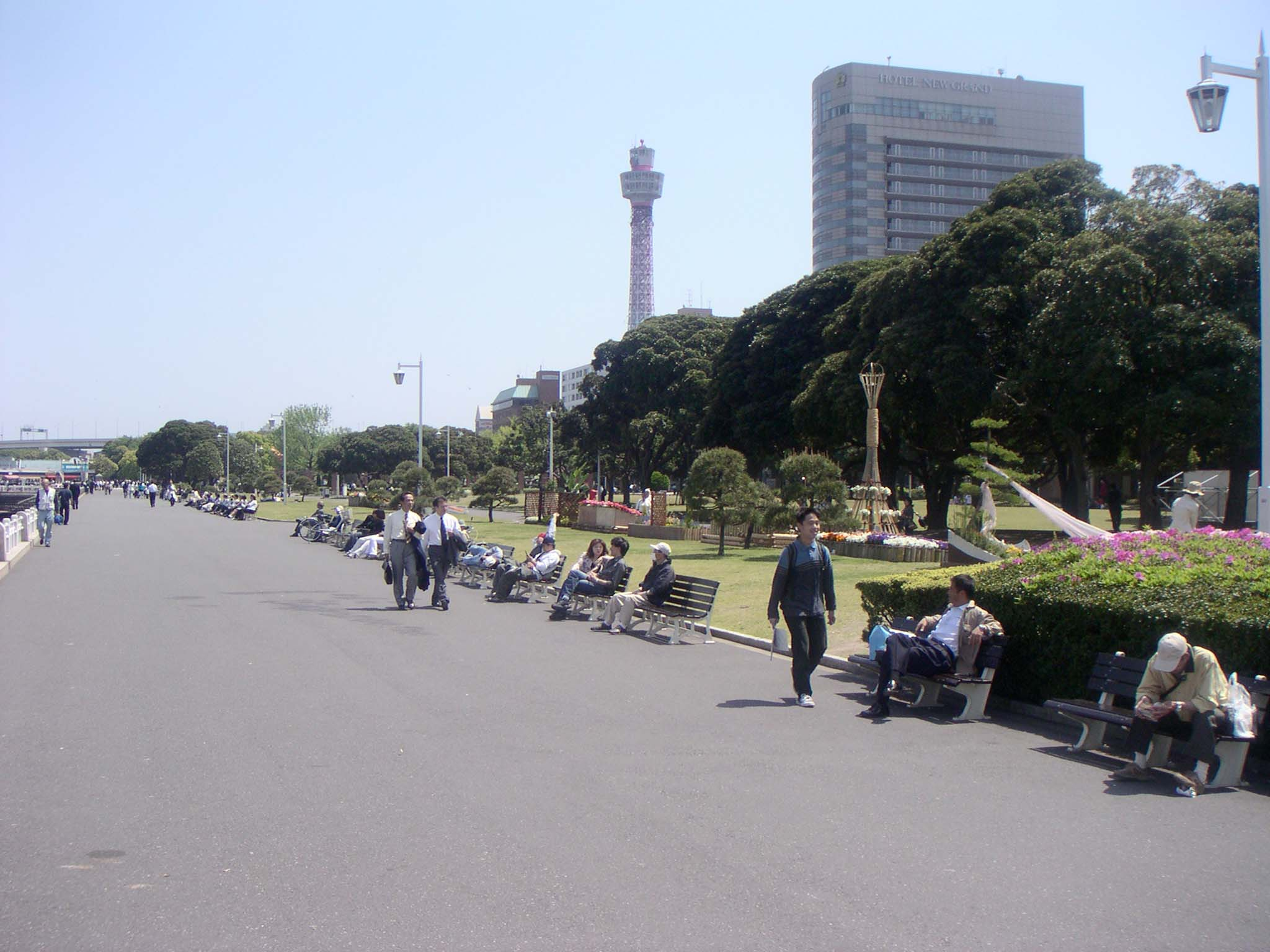
山下公园和横滨海洋塔

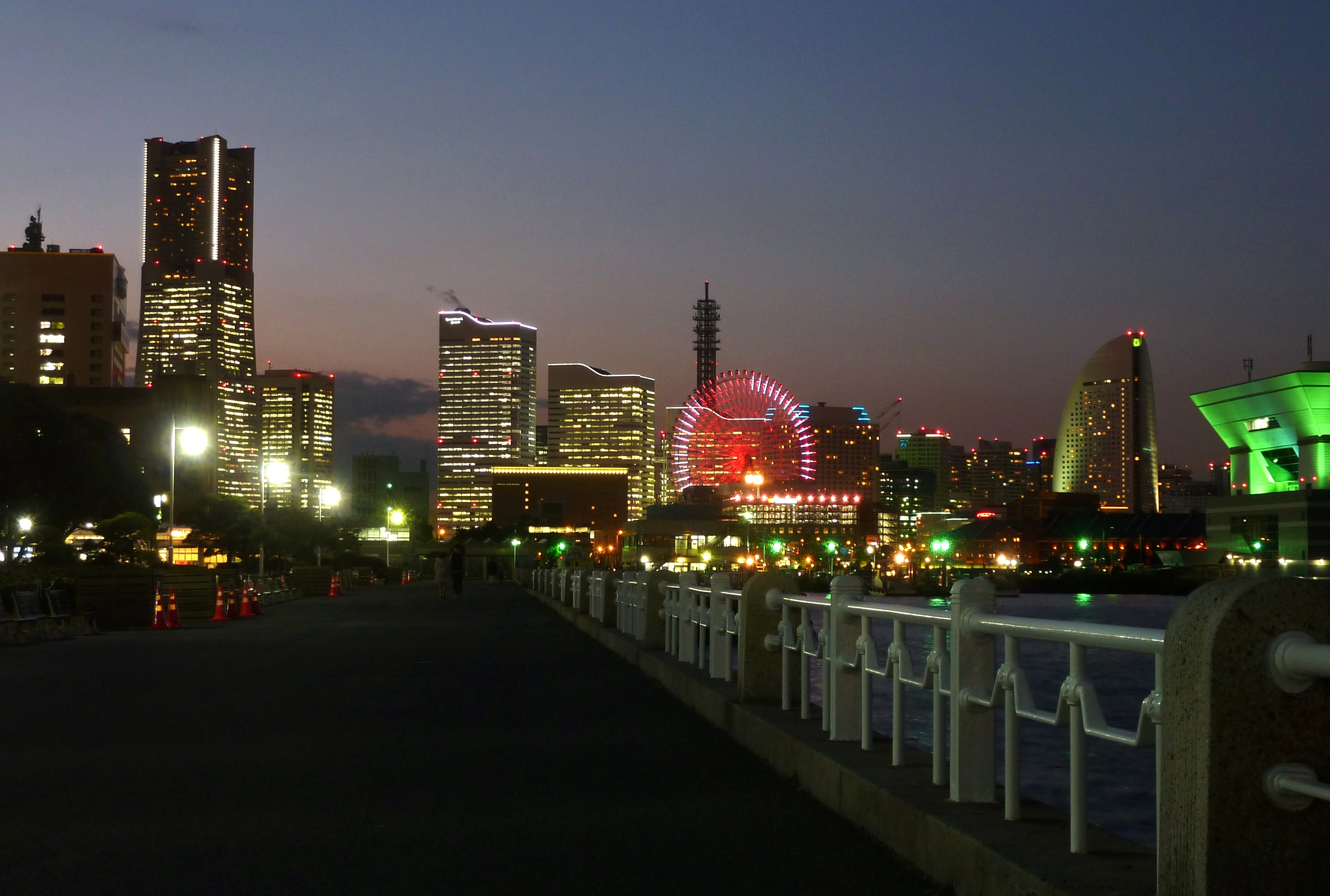
从山下公园看到横滨港未来21的夜景

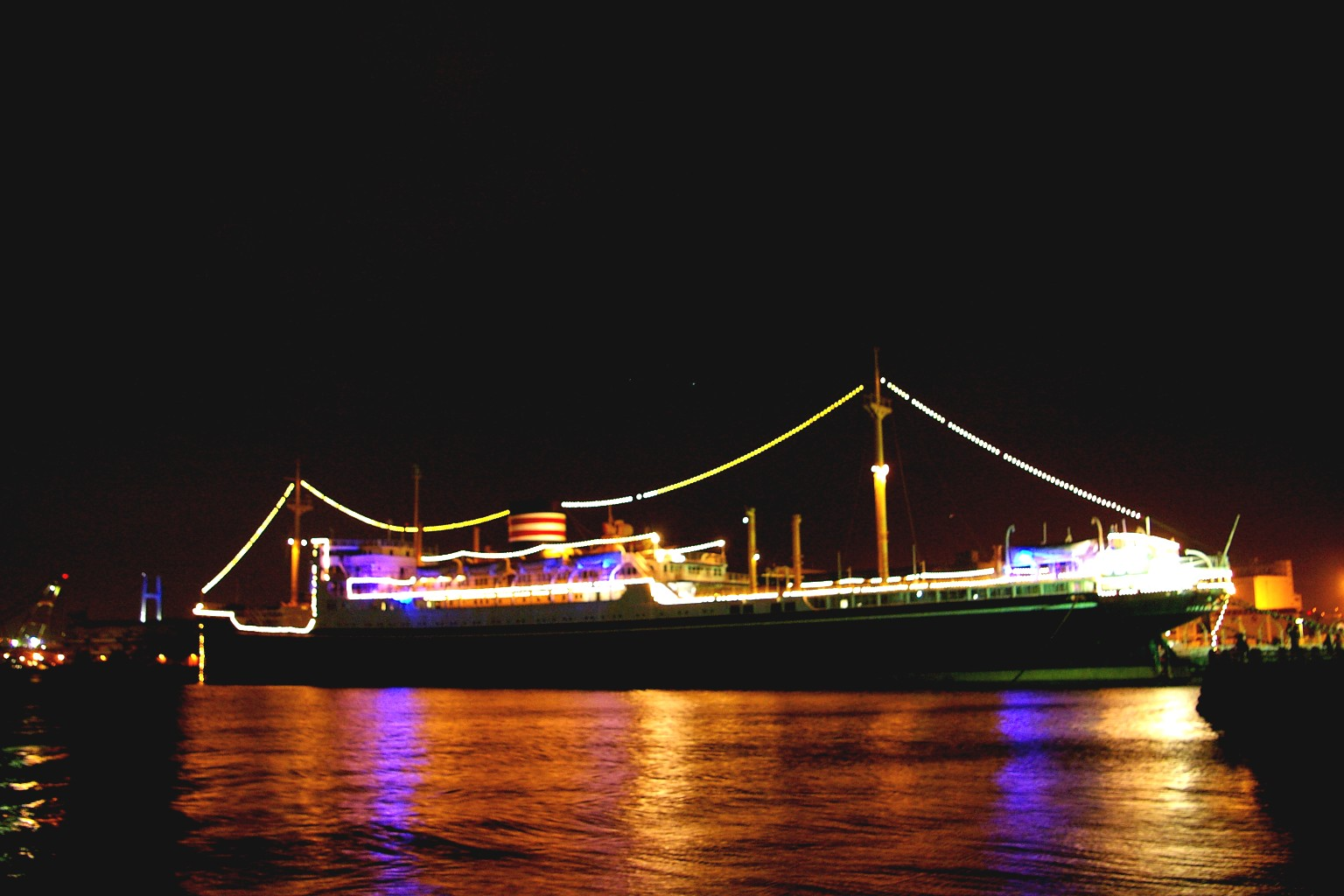
冰川丸夜景

山下公园（日语：Yamashita Park）是日本神奈川县横滨市中区的一个公园，以横滨港的海滨景色而闻名。

## 概要
这个公园沿着横滨港，被称为恋人的圣地，是横滨最有名的公园。园内有喷泉的中央广场和下沉式花坛的玫瑰园，“穿红鞋的女子”像，刻有“海鸥之水兵们”童谣歌词的碑等的纪念碑，还有停泊的冰川丸等景点。
坐標：35°15′52″N 139°23′09″E

## 历史
横滨的大部分在1923年9月1日关东大地震时破坏了 。作为关东大地震的重建项目，用瓦砾填海造陆建成了这个公园，于1930年3月15日开园。
该公园在1945年至1959年间是美军用地，在1960年恢复日本管理。公园的街对面是新格兰酒店(Hotel New Grand)，1945年8月30日道格拉斯·麦克阿瑟将军在他抵达日本的第一个晚上就住在那里。

## 公园内设施
- 歌碑“海鸥之水兵们”
- “穿红鞋的女子”像
- 印度水塔 - 赠送自在日印度人协会
- 日美女童子军友好之像[2]
- 水的守护神 - 贈送自聖地牙哥
- Artemio Ricarte将军纪念碑

## 外部鏈結
- 山下公園 （页面存档备份，存于） - 橫濱市政廳官網